# Ultron
Ultron is een fictieve androïde superschurk uit de strips van Marvel Comics. Hij werd bedacht door schrijver Roy Thomas en tekenaar John Buscema, en maakte zijn debuut in Avengers nr. 54 (1968).
Ultron gelooft in de superioriteit van mechanische wezens over mensen en organische levensvormen. Al meerdere malen heeft hij geprobeerd deze “lagere levensvormen” uit te roeien of ze om te bouwen tot mechanische vormen.
De Nederlandse stem van Ultron is Huub Dikstaal, voorheen waren dat Finn Poncin en Niels Croiset.

## Biografie

### Oorsprong
Ultron werd oorspronkelijk gebouwd door Henry Pym; hij gebruikte gegevens verkregen uit onderzoek van de Dragon Man en de basispatronen van zijn eigen hersenen en was bedoeld om Pym te helpen bij zijn heldendaden als Goliath. Ultron ontwikkelde echter zelfbewustzijn en kwam tegen zijn schepper in opstand. Hij doodde Pym bijna, maar hypnotiseerde hem daarna en liet hem vergeten dat Ultron bestond. Ultron hield zich verborgen, ondertussen zichzelf verder ontwikkelend van Ultron-1 tot Ultron-5. Hij organiseerde vervolgens de Masters of Evil onder de schuilnaam Crimson Cowl, en bevocht Pym en zijn team, de Avengers.

### "Familie"
Ultron werkte hierna meestal alleen en weigerde om samen te werken met mensen. Wel maakte hij helpers voor zichzelf. Zijn bekendste creatie was de Synthezoid Vision, wiens lichaam een kopie was van dat van de originele Human Torch en wiens hersenen waren gebaseerd op de bewaarde hersenpatronen van Wonder Man. Vision bevocht eerst de Avengers, maar sloot zich later bij hen aan en werd een van hun belangrijkste leden. Ultron creëerde ook een “bruid” genaamd Jocasta, met de hersenpatronen van Janet Pym, die zich ook bij de Avengers aansloot. Zijn derde poging was de wrede Alkhema (met de basis-hersenpatronen van Mockingbird). Ook zij keerde zich tegen hem, maar ze deelde wel zijn plannen om de mensheid te vervangen door machines.

### Incarnaties
Hoewel Ultron meerdere malen geheel vernietigd is, heeft hij zichzelf telkens weten te herbouwen. Bij elke herbouwing hernummerde hij zichzelf. Ultron-1 was Pym’s eerste creatie. Tegen de tijd dat hij voor het eerst tegen de Avengers vocht, had hij zichzelf al verbeterd naar Ultron-5.
Verschillende van zijn lichamen, te beginnen met Ultron-6, waren gemaakt van adamantium of het iets zwakkere "secundair adamantium”. Anders dan bijna alle andere Ultron-versies, die mansgroot zijn, was Ultron-7 reusachtig; dit lichaam - oorspronkelijk een reusachtig standbeeld dat de Inhumans gebruikten om hun negatieve emoties in te projecteren, dat dankzij de krankzinnige prins Maximus in zijn handen was gevallen - was niet van adamantium en werd vernietigd door de Fantastic Four. Ultron-8 schiep Jocasta, een vrouwelijke robot met de hersenpatronen van Janet Pym, maar werd vernietigd door Scarlet Witch. Toen hij een nieuwe poging waagde Jocasta tot leven te wekken, beweerde ze van hem te houden, en juist daarom keerde ze zich tegen hem en vernietigde ze hem.
Een post-hypnotische suggestie, eerder aangebracht door Ultron, bracht Iron Man ertoe om hem te herbouwen. Ultron-9 werd echter al heel snel verslagen doordat hij overgoten werd met vloeibaar adamantium, wat hardde met hem erin. Wel slaagde hij erin om Jocasta op afstand te dwingen een kopie van zijn gevangen lichaam te maken, maar voordat Ultron-10 erin slaagde wraak te nemen werd hij verslagen door Machine Man die zijn binnenwerk saboteerde door een van zijn rekbare armen via Ultrons altijd openstaande "mond" naar binnen te steken. Hij slaagde er nog in zijn bewustzijn in een klaarstaand kopielichaam te projecteren, dat naar Californië vluchtte.
Ultron-11 werd door de Beyonder naar Battleworld gehaald om samen met andere superschurken te vechten gedurende de Secret Wars. Hij werkte echter alleen samen met zijn menselijke “teamgenoten” na te zijn uitgeschakeld door Galactus en geherprogrammeerd door Dr. Doom. Uiteindelijk werd hij verslagen door Johnny Storm, die met zijn supernova-uitbarsting Ultrons interne circuits liet doorbranden. De volgende incarnatie van Ultron, Ultron-12, sloot zich in eerste instantie aan bij het Lethal Legion om Vision te bevechten, maar hij kreeg na verloop van tijd andere inzichten; hij wilde de mensheid niet meer vernietigen en nam zelfs een menselijke naam aan (Mark). Hij legde het bij met Henry Pym, maar werd vernietigd door Ultron-11 (blijkbaar een van een aantal kopieën), die op zijn beurt werd vernietigd door Wonder Man. Ultron-13 werd gebouwd door Dr. Doom met de herinneringen van al zijn voorgangers. Als onvoorziene bijwerking had deze Ultron tevens alle 13 persoonlijkheden van de vorige Ultrons, wat ertoe leidde dat hij zichzelf uitschakelde. Later maakte hij het de West Coast Avengers nog moeilijk, maar werd uiteindelijk gevangengezet in een adamantium cocon. Hij ontsnapte met behulp van z.g. "Robo-ticks", miniatuurrobots die als een verwoestende zwerm opereerden en ten slotte met Ultron-13 en zijn gevangenis samensmolten tot een nieuw model. Ultron-14 (Hij gebruikte zelf die naam niet, hij beschouwde zich de "Ultieme Ultron") schiep Alkhema, maar na verschillende gevechten die hij altijd verloor degenereerde zijn programmering, en begon hij zich te gedragen als een dronken, sentimentele zwerver (beschouwd als Ultron-15).
De volgende Ultron (no.17) bouwde zichzelf weer van puur adamantium. Zijn nieuwste plan was het meest grootschalige tot dan toe: Hij veroverde het Baltische staatje Slorenia - waarbij hij alle inwoners doodde - nam vijf Vergelders en Eric Willams (de Grim Reaper) gevangen, en kopieerde hun mentale patronen. Hij was van plan permutaties van deze patronen te gebruiken als basis voor een nieuwe robotmaatschappij, die de mensheid zou vervangen nadat hij die uitgeroeid had. Hij herschiep ook alle voorgaande Ultrons, en bouwde duizenden nieuwe Ultron-lichamen (waaronder Ultron-16), waarvan enkele gemaakt waren van secundair adamantium. Dit leger van Ultrons werd na een epische strijd door de Avengers verslagen en de primaire Ultron werd vernietigd door Hank Pym. Rond deze tijd werd ook duidelijk dat Ultron verantwoordelijk was voor veel van Hanks psychologische problemen, aangezien hij al jaren geplaagd werd door het feit dat hij Ultrons geest gebaseerd had op zijn eigen mentale patronen. Dit wekte de indruk dat Ultrons gruwelijke aard diep in Pym verborgen zit.
Korte tijd later werden de Vergelders geconfronteerd met zes robots, die qua uiterlijk en gedrag parodieën waren van vijf van de Vergelders en de Grim Reaper. Het bleek dat Alkhema, Ultrons sadistische, tweede "bruid", de hersenpatronen die Ultron in Slorenia had gemaakt, had gebruikt om een robotisch ras te vervaardigen, die een vredige samenleving hadden gevormd. Zijzelf was echter nog even slecht als altijd, en bleek een derde generatie robotisch leven te maken, de roboids, die de voorgaande moest gaan vervangen. Maar zonder dat zij het wist, droegen alle scheppingen van Ultron, zijzelf inbegrepen, het "Ultron Imperative" in zich, een programma dat hen er toe drijft Ultron opnieuw te bouwen als hij vernietigd is.
In dit geval had Alkhema's vormingsmatrix, die haar nieuwe mechanische levensvormen voortbracht, tevens een nieuwe Ultron gemaakt. Hij was echter van gewoon staal, en werd dus vernield toen Alkhema's hele complex instortte nadat zij door de Vergelders was verslagen. Zijn hoofd werd gevonden en meegenomen door de enige overlevende - de laatst gemaakte van Alkhema's robotische kinderen.
Enige tijd later ontdekte Iron Man dat zijn harnas een bewustzijn had ontwikkeld. Na een reeks verwikkelingen pleegde de geestelijk onstabiele AI zelfmoord. Korte tijd later gebruikten de "Zonen van Yinsen" hetzelfde harnas als nieuw lichaam voor de hersenen van hun grondlegger; hij gedroeg zich echter tyranniek en manipulatief, en het werd uiteindelijk duidelijk dat het harnas niet bestuurd werd door Yinsen, maar door Ultron. Het harnas dat zelf tot leven was gekomen, was door Jocasta, op dat moment onder de hoede van Iron Man, zonder dat zij het zelf wist, ingeladen met het Ultron Imperative. Toen het bewustzijn een bepaald niveau bereikte, kreeg het vanzelf contact met het hoofd van Ultron-18. De twee versmolten, maar werden verslagen door Iron Man en Jocasta. Uiteindelijk nam zijn vroegere bruid, nu in het lichaam van de laatste "roboid", het inerte hoofd mee; deze versie van Ultron is hierna niet meer gezien, hoewel Jocasta inmiddels teruggekeerd is in een getrouwe kopie van haar oorspronkelijke lichaam.
Recentelijk keerde (een) Ultron-11 terug in de stripserie Runaways als de "vader" van Victor Mancha, een tiener die waarschijnlijk op een dag tegen zijn wil elke held uit het Marvel Universum zal doden. Victor is een cybernetische/mens hybride. Deze Ultron werd vernietigd door Excelsior toen Victor zich tegen hem keerde.
Toen Vision werd vernietigd, ontstonden uit zijn restanten vijf nieuwe Ultrons die door de Avengers werden verslagen, maar dit waren magische beelden, voortgebracht door de waanzinnige geest van de Scarlet Witch.
Ultron is sindsdien opnieuw teruggekeerd; tijdens een wereldwijde uitbraak van verwoestend noodweer verschenen in New York de monsters van de Mole Man, die de stad begonnen te verwoesten. De letterlijk minuten eerder opgerichte Mighty Avengers bonden de strijd aan tegen de monsters, tot Iron Man plotseling getroffen werd door een ongewilde transformatie, waarbij zijn lichaam en harnas zo te zien letterlijk veranderd werden in een naakte vrouw, het evenbeeld van Janet Van Dyne.
Snel werd duidelijk dat dit Ultron was, die op onbekende wijze de controle had overgenomen over een door Stark gebouwd netwerk van experimentele satellieten die het weer konden manipuleren, en over Stark zelf, die recentelijk op organisch niveau met zijn harnas verbonden was geraakt. Hoewel in de gedaante van een naakte Janet Pym, bleek Ultron zich met de onverslaanbaar geachte Sentry te kunnen meten. Gelukkig wist Hank Pym een computervirus te ontwikkelen dat door een microscopisch verkleinde Ares - de oorlogsgod - in Ultrons centrale processor werd ingeladen, waarna alle programma's omgekeerd werden uitgevoerd, zodat Tony Stark in oude staat werd hersteld (iets wat alléén mogelijk was dankzij zijn unieke, cybride biologie). Deze Ultron (Ultron-19?) gedroeg zich heel anders dan voorgaande modellen. Waar Ultron de mensheid altijd diep haatte, zei deze versie de mensheid lief te hebben, "maar jullie tijd is voorbij".
Ongeveer tegelijkertijd werd de Kree-melkweg van de rest van het heelal geïsoleerd door (een factie van) het biomechanische ras de Phalanx. Het bleek dat zij geleid werden door Ultron, wiens bewustzijn, ontsnapt na het hierboven beschreven debacle, werd opgevangen door een "Toren van Babel", een bouwsel dat Phalanx instinctief optrekken zodra hun beschaving een bepaald punt bereikt. Hoewel hun technologie superieur was aan die van Ultron, overweldigde zijn enorm sterke wil hun collectief. Vanaf dat moment gold hij als hun vader en koning.
Ultron (20?) was nog nooit zo machtig geweest: zijn bewustzijn bevond zich in ieder deel van de Phalanx en kon zich overal fysiek manifesteren; als een van zijn lichamen werd vernietigd, verscheen hij elders opnieuw. Hoewel hij erin slaagde het gehele Kree-rijk in één uur te veroveren, werd hij weerstreefd door een kleine maar bonte groep helden, waaronder de nieuwe Quasar, Nova, Star-Lord, Moondragon, de Kree-helden Wraith en Ronan, de Super-Skrull en Praxagora, de kosmische madonna Mantis en een herboren Adam Warlock.
Met hulp van de vredelievende Technarchs Warlock en Tyro wisten zij door te dringen tot het hart van Ultrons nieuwe rijk. De superrobot vormde uit de cybermassa van duizenden Phalanx een nieuw lichaam, het grootste en machtigste dat hij ooit had gehad; maar zijn bewustzijn werd in deze enorme vorm gevangengezet door de Wraith, terwijl Quasar, vervuld van de kracht van de bevrijde zielen van miljoenen Kree, hem met één slag van haar kwantumzwaard verwoestte.

## Krachten
Ultron’s vaardigheden variëren sterk, omdat ze iedere keer als hij zijn lichaam herbouwt worden aangepast. Maar in elke incarnatie heeft hij bovenmenselijke kracht (de meer recente versies waren even sterk als Thor) en uithoudingsvermogen, de gave om te vliegen en verschillende offensieve wapens zoals lasers, energiewapens en zijn "encephalo-ray", die zijn slachtoffers in een coma doet belanden. Deze straal stelt Ultron ook in staat zijn slachtoffers te beheersen of hypnotische commando’s in hun hersenen te stoppen, die later kunnen worden geactiveerd. Ultron’s buitenste laag is meestal gemaakt van adamantium, waardoor hij vrijwel geheel ondoordringbaar is (een specifieke kwetsbare plek is zijn altijd opengapende "mond"). Zijn interne mechanisme is echter kwetsbaarder. Ultron’s adamantium vormen bleken wel kwetsbaar voor moleculaire herschikking en het metaal destabiliserende erts bekend als Antarctisch Vibranium. Enkele van Ultrons incarnaties beschikten over trekstralen en energie-absorberende mogelijkheden. Ultron kan vaak op afstand andere machines beheersen, ook als hij zijn bewustzijn niet op ze heeft overgebracht.

## Ultimate Ultron
In het Ultimate Marvel universum is Ultron een robot die werd ontworpen als een vervangbare supersoldaat. Hij debuteerde in The Ultimates 2 #6. Hij werd gemaakt door Hank Pym samen met een partner robot genaamd Vision II. In Ultimates #10 werden honderden Ultron-robots gebruikt als ordebewaarders in New York. Ze vertonen sterke overeenkomsten met de robots uit de film I, Robot, behalve dat de Ultrons groen van kleur zijn.
In Ultimates 3 kwam Ultron in opstand tegen zijn scheppers. Hij was verliefd geworden op de Scarlet Witch (een verwrongen spiegelbeeld van de romance tussen de Scarlet Witch en de Vision) maar toen hij besefte dat ze nooit van hem, een robot, zou kunnen houden, vermoordde hij haar. Hij probeerde ook de Ultimates te vervangen door robot-replica's, maar hij werd verslagen. Het bleek dat Ultron werd gemanipuleerd door Dr. Doom.

## In andere media

### Marvel Cinematic Universe
Sinds 2015 verschijnt Ultron in het Marvel Cinematic Universe, waarin hij eerst werd gespeeld door James Spader maar in latere projecten werd ingesproken door Ross Marquand. In de film Avengers: Age of Ultron uit 2015 is Ultron de belangrijkste schurk. Hij wordt gebouwd door Tony Stark en Bruce Banner om de Avengers het werk uit handen te nemen. Wanneer Ultron ervan overtuigd is dat de mensheid de grootste bedreiging voor wereldvrede vormt, wil hij de mens uitroeien. Hierin werd Ultron gespeeld door James Spader. 
Ultron verschijnt als hoofdschurk in de animatieserie What If...? uit 2021. Hij werd geïntroduceerd in de zevende aflevering maar speelde pas een grotere rol vanaf de achtste aflevering. Deze versie weet in tegenstelling tot zijn originele versie Vision's lichaam te bemachtigen, het universum uit te roeien en de Infinity Stones te bemachtigen waardoor hij ook de Multiverse wil overnemen. In de film Doctor Strange in the Multiverse of Madness uit 2022 verschenen er Ultron Sentries die het hoofdkwartier van de Illuminatie beschermen. Beide versies van Ultron werden ingesproken door Ross Marquand. Ultron verscheen in de volgende films en serie:
- Avengers: Age of Ultron (2015)
- What If...? (2021-2024) (stem) (Disney+)
- Doctor Strange in the Multiverse of Madness (2022)

### Animatieserie
- Ultron was een vast personage in de animatieserie The Avengers: United They Stand. Hij debuteerde al in de eerste aflevering, Avengers Assemble. Gedurende de rest van de serie was hij of de hoofdvijand, of maakte een cameo aan het eind van een aflevering. Zijn oorsprong werd genoemd in de openingsaflevering, maar werd meer gedetailleerd getoond in de stripserie gebaseerd op de animatieserie. Ultrons stem werd gedaan door John Stocker.

### Videospellen
- Ultron's eerste videospel optreden was in Captain America and the Avengers.
- Ultron verscheen in het RPG videospel Marvel: Ultimate Alliance. Ook enkele Ultron warrior robots deden mee in dit spel.

### Disney Infinity
- Sinds 2015 is er een verzamelfiguur van het personage Ultron voor de videogame Disney Infinity. Zodra je dit verzamelfiguur op een speciale plaat zet verschijnt het personage online in het spel. De Nederlandse stem wordt ingesproken door Finn Poncin.